# ميدان طلعت حرب

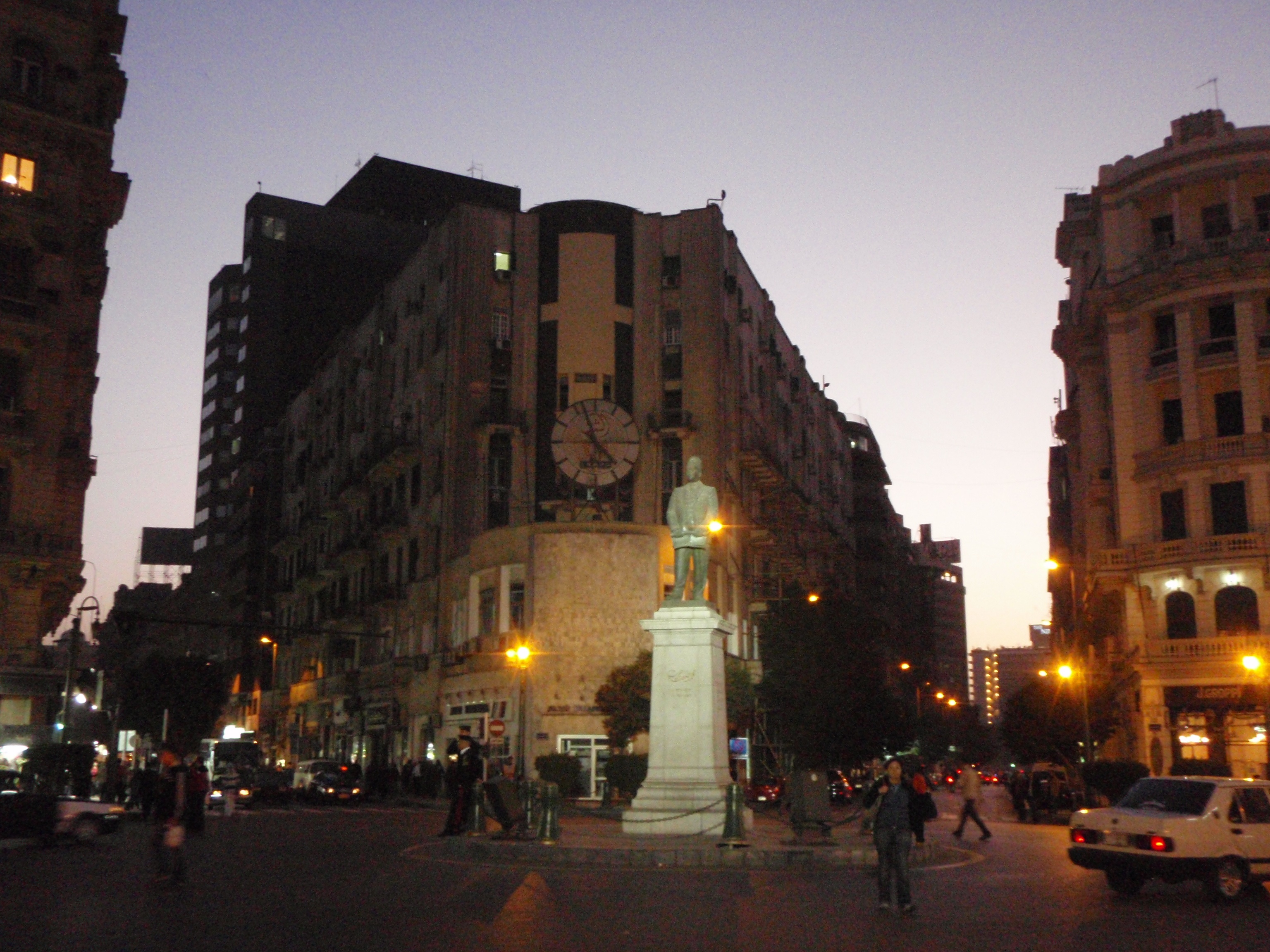
ميدان طلعت حرب

ميدان طلعت حرب (ميدان سليمان باشا سابقا) أحد أشهر وأهم الميادين في القاهرة كلها نظرا لموقعه الفريد في قلب القاهرة ويتصل بالعديد من الشوارع والميادين الرئيسية الاخري. ويوجد في منتصفه تمثال شهير لمؤسس الاقتصاد الحديث طلعت حرب.

## تاريخه

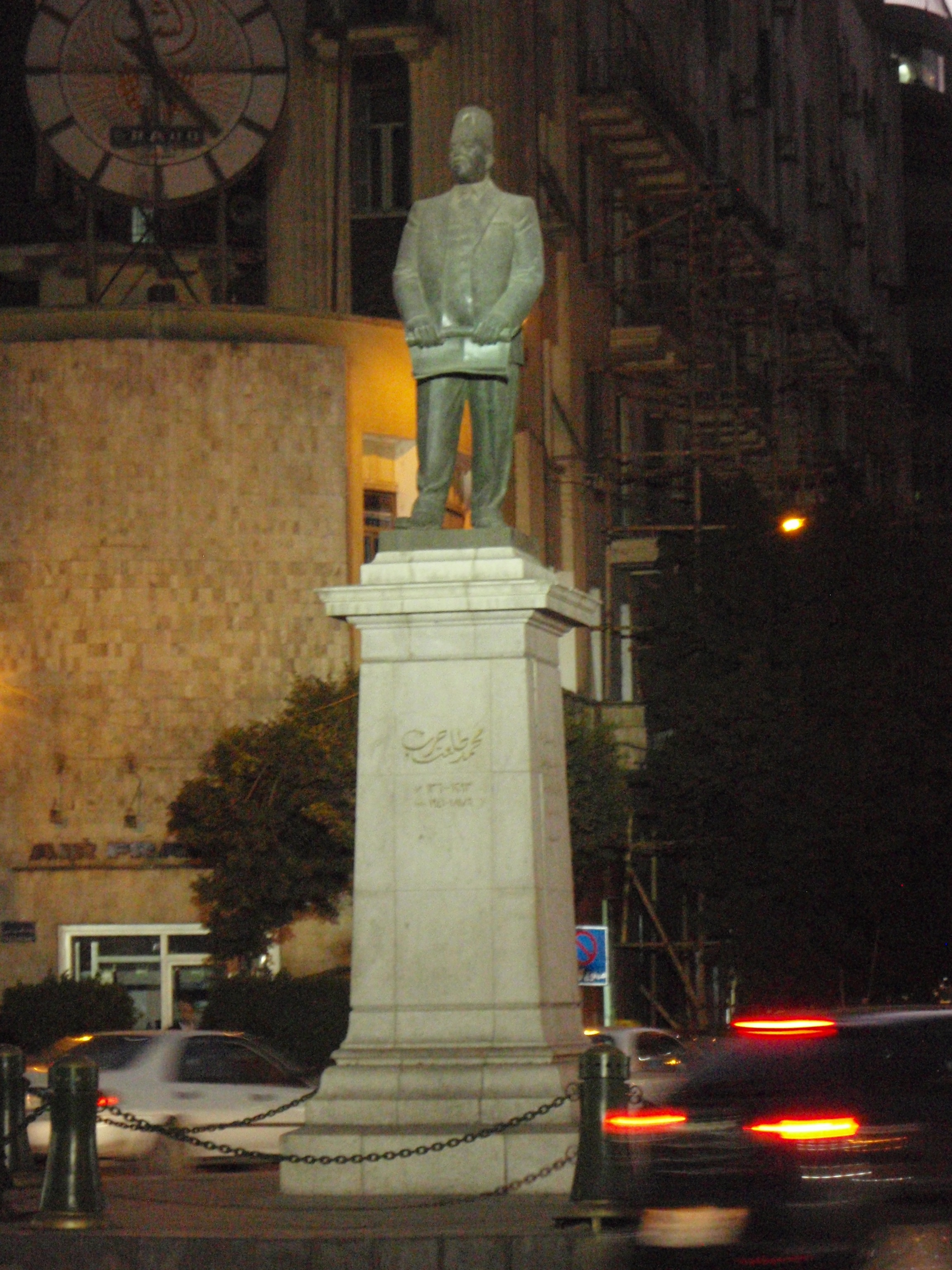
تمثال طلعت باشا حرب

كان الخديوي إسماعيل يحلم بان يحول القاهرة الي مدينة تضاهي باريس في جمالها ورنقها وقام بجلب العديد من المهندسين الإيطاليين والفرنسيين لذلك وتم تشييد عمارات علي الطراز الاوربي. وعند الانتهاء من تشييد العمارات تم تسمية الشارع والميدان باسم ميدان سليمان باشا نسبة الي سليمان باشا الفرنساوي مؤسس الجيش المصري ابان عهد محمد علي باشا تكريما له، وتم إنشاء تمثال له بوسط الميدان. وظل الميدان والشارع بهذا الاسم حتي قيام ثورة يوليو عام 1952م والتي قررت التخلص من جميع الرموز الملكية والعهد البائد. وقامت بنقل تمثال سليمان باشا الي المتحف الحربي بالقاهرة ووضعت بدلا منه ثمثال للاقتصادي المصري طلعت حرب وتم تسمية الشارع والميدان باسمه وهو المسمي الباقي حتي الآن.

## موقعه
يقع ميدان طلعت حرب في وسط القاهرة علي بعد 400 متر من ميدان التحرير جنوبا و775 متر من ميدان التوفيقية شمالا و850 متر من ميدان السلام عارف شرقا و 400 متر من ميدان عبد المنعم رياض غربا. (المصدر : wikimapia.org)
ويمر به شارع طلعت حرب وشارع محمد صبري أبو علم وشارع قصر النيل وشارع محمد بسيوني.

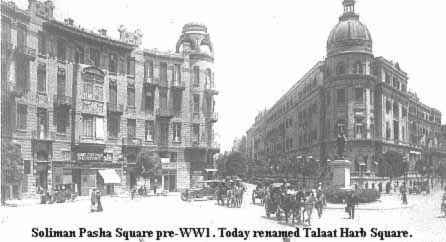
الميدان أثناء الحرب العالمية الأولى.

## أشهر معالمه
- عمارة ميدان طلعت حرب و يرجع تاريخ الإنشاء إلى عام 1924، على يد المعماري جوسيي مازا. تبلغ مساحة الأرض المقام عليها العمارة 1445متر مربع، وهي تعد من أهم معالم وسط البلد، ويحتل الدور الأرضي منها مقهى جروبي الشهير، وهي على الطراز الكلاسيكي المستحدث .
- عمارة يعقوبيان
- عمارة عمر أفندي
- عمارة صيدناوي
- مقهى ريش
- مكتبة مدبولي